# ADAS
ADAS (ang. Alzheimer's Disease Assesment Scale) – skala oceny choroby Alzheimera.
Jedna ze skal służąca do oceny funkcji poznawczych i objawów behawioralnych chorych z chorobą Alzheimera.
ADAS został wprowadzony przez Rosena i wsp. w 1984 roku.

## Inne skale używane w diagnostyce choroby Alzheimera
- MMSE
- CDT
- CAMDEX
- ADL
- IADL
- GDtS